# Конджу
Конджу́ (кор. 공주시, 公州市, Gongju-si, Kongju-si) — місто в південнокорейській провінції Південна Чхунчхон. Розташовано на місці стародавнього міста Унджін, столиці давньокорейської держави Пекче.

## Історія
Люди здавна жили в районі Конджу. Там (на стоянці Сокчанні) археологи віднайшли житла людей доби палеоліту. Це одне з найдавніших людських поселень у всьому регіоні. Прискорений розвиток регіону розпочався 475 року, коли ван Мунджу переніс столицю держави Пекче з Віре в Унджін. Столицею місто було до 538 року, після чого двір правителя переїхав до Сабі. За часів Об'єднаної Сілли, 686 року, за наказом вана Сінмуна назву Унджін було замінено на Унчхон, а 757 року місто отримало назву Унджу. 940 року (доба династії Корьо) Конджу отримав свою сучасну назву. 1895 року після адміністративної реформи провінції Чхунчхондо була поділена між районами Конджу, Хонджу та Чхунджу. До складу району Конджу ввійшли 27 повітів. Згодом, після об'єднання з Хонджу, Конджу став центром провінції Чхунчхондо, об'єднавши 37 повітів.
У XX столітті Конджу почав втрачати своє значення. 1932 року уряд провінції Чхунчхон-Намдо переїхав до Теджона. 1986 року Конджу набув статусу міста (сі) та був поділений на місто Конджу й повіт (кун) Конджу. 1995 року ті дві адміністративні одиниці було об'єднано в місто Конджу.
11 серпня 2004 року прем'єр-міністр Південної Кореї Лі Хечхан оголосив про плани з перенесення столиці з Сеула до Конджу. Перенесення мало початись 2007 року. Для проєкту виділялась ділянка площею 72,91 км², загалом переїзд мав завершитись до 2030 року. Такий крок був покликаний знизити економічний і демографічний дисбаланс між регіоном Судогвон з центром у Сеулі та рештою країни. Вартість проєкту оцінювалась від 45 до 94 млрд доларів США. Проти перенесення столиці була розгорнута кампанія, й 21 жовтня 2004 року Конституційний суд Південної Кореї постановив вважати перенесення столиці таким, що не відповідає чинній Конституції країни. Після того уряд підготував менш амбітний проєкт із перенесення до Конджу окремих гілок влади, залишивши за Сеулом статус столиці. Терміни реалізації проєкту наразі невідомі.

## Географія
Конджу розташований у центральній частині провінції Південна Чхунчхон. На сході межує із Седжоном і Теджоном, на заході — з Єсаном і Чхон'яном, на півночі — з Асаном і Чхонаном, а на півдні — з Пуйо, Нонсаном і Керьоном. На території, підпорядкованій місту, розташовано дві гори — Чхарьонсан і Керьонсан, що є популярними гірськими курортами. Територією міста протікає велика річка Кимган, там до неї впадає кілька приток.
Гора Чхарьонсан захищає Конджу від північних вітрів, тому там набагато більш теплий клімат, ніж у решті міст і повітів провінції. Середня температура влітку — 23,3 °C, середня температура взимку — близько 1 °C.

## Туризм
Пам'ятки Конджу — це, передусім, буддійська спадщина доби Трьох держав:
- Буддійські монастирі Магокса, Сінвокса, Капса, Тонхакса, Йонпхьонса, Синоса. Найдавнішим із них є Магокса (642 рік)[6]
- Фортеця Консансон доби Пекче[7]
- Національний музей Конджу. Було відкрито 1972 року. Там виставлено в основному реліквії періоду Пекче[8]

## Символи
Як і решта міст Південної Кореї, Конджу має низку символів:
- квітка: форзиція — є символом надії;
- дерево: дзельква — символізує простоту й чесність;
- птах: сорока — є втіленням дружелюбності й гостинності жителів міста;
- тварина: ведмідь — символізує чесність і щирість;
- маскот: веселий ведмідь Хьодорі — є одним з головних персонажів міфу про Унджіна (стародавня назва Конджу).